# Tatiana Golikova
Pour les articles homonymes, voir Golikova.
Tatiana Alekseïevna Golikova (en russe : Татьяна Алексеевна Голикова), née le 6 février 1966 à Mytichtchi (Russie), est une économiste et une femme politique russe. Après avoir travaillé au ministère des Finances, elle devient en 2007 ministre de la Santé et du Développement social, poste qu'elle conserve jusqu'en 2012, lorsque Vladimir Poutine redevient président ; alors, comme plusieurs autres ministres (le ministre des Transports Igor Levitine (en) et celui de l'Éducation Andreï Foursenko), elle est nommée conseillère auprès du président de la fédération de Russie, s'occupant toujours du domaine de la santé, mais cette fois-ci au Kremlin.
Elle a le grade civil de conseiller d'État effectif de la fédération de Russie de 1re classe.

## Biographie
Elle est mariée à Viktor Khristenko, ministre de l'Industrie entre 2004 et 2012.